# تصنيف التربة

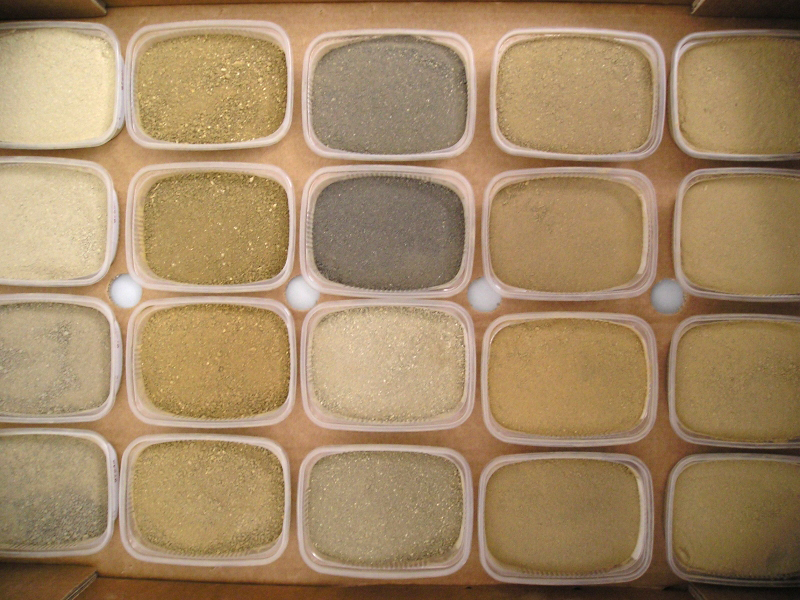
أنواع التربة

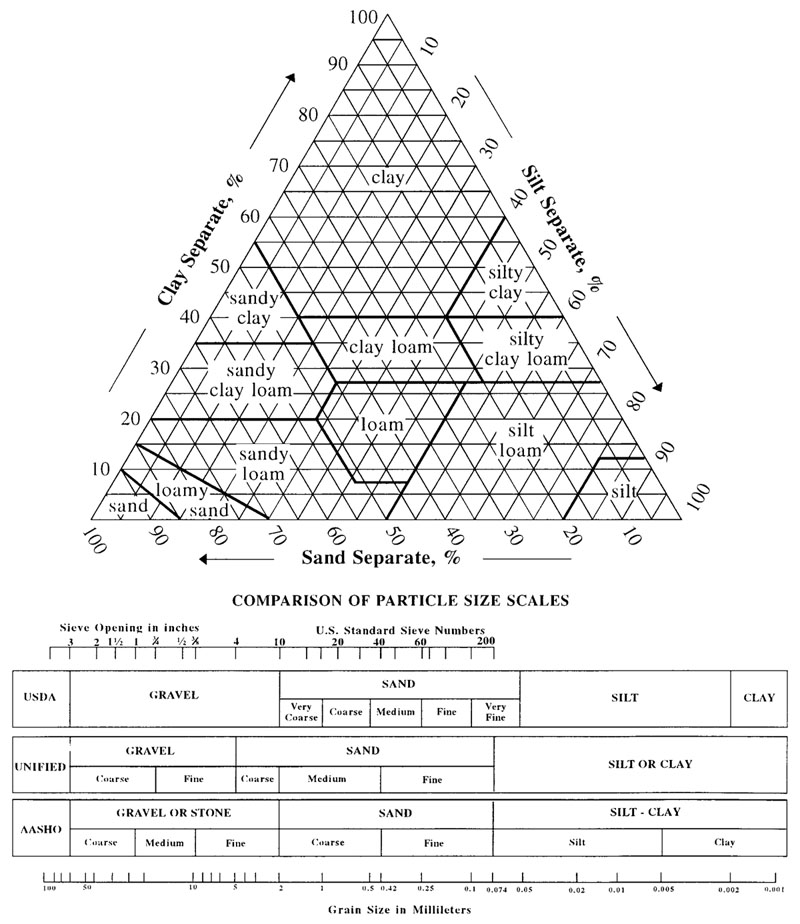
تصنيف مثلثي (النسيجي)

تصنيف التربة (بالإنجليزية: Soil classification)‏ وهو وضع الترب ذات الخواص المتشابهة والمتماثلة ضمن مجموعات، والتصنيف يساعد على معرفة الخواص العامة للتربة دون الدخول في تفاصيل الوصف والتحليل.
يوجد عدة أنظمة تصنيف للتربة منها: التصنيف الهندسي (جيوتقني) والزراعي والجيولوجي والبدلوجي.